# Ormosia surigaensis
Ormosia surigaensis är en ärtväxtart som beskrevs av Elmer Drew Merrill. Ormosia surigaensis ingår i släktet Ormosia och familjen ärtväxter. Inga underarter finns listade i Catalogue of Life.